# Univerzalna decimalna klasifikacija
Univerzalna decimalna klasifikacija (UDK) je razvijeniji bibliotečni decimalni klasifikacijski sustav primijenjiv na cjelokupno ljudsko znanje bez obzira u kojem se obliku ovaj nalazio, koji su krajem 19. stoljeća osmislili belgijski bibliografi Paul Otlet i Henri la Fontain.

## Povijest
Belgijanci Paul Otlet (1868–1944) i Henri La Fontaine (1854–1943) osnovali su 1895. g. u Bruxellesu Međunarodni institut za bibliografiju (Institut international de bibliographie), s ciljem izrađivanja bibliografije svih dotada zapisanih ljudskih znanja, bez obzira na vrijeme i mjesto nastanka, ili oblik (pisani dokumenti, slike, zemljopisne karte, muzejski primjerci, video ili zvučna građa, itd.).
Za takav su pothvat trebali razrađeni klasifikacijski sustav kakav još nije postojao. Koristeći kao osnovu Deweyjev klasifikacijski sustav, izmijenama i proširenjima istoga stvorili su UDK.
Prvo UDK izdanje je objavljeno na francuskom jeziku od 1904. do 1907. g. pod naslovom “Priručnik univerzalnog bibliografskog pregleda” (Manuel de Repertoire Bibliographique Universel), dok se sam naziv «UDK» javlja već pri drugom, upotpunjenom izdanju, koji je objavljen od 1927. do 1933. godine.

## Razvoj
Zbog konstantnog razvoja znanosti, novih otkrića i saznanja, te općenito zbog razvoja društva koji dovodi do novih struktura i odnosa, UDK je podložan konstantnim promijenama, te je potrebno konstantno revidirati i proširiti postojeće UDK kategorije kako bi se pratio takav razvoj, što je omogućeno prilično fleksibilnom strukturom UDK (iako ograničenje podjele skupine na 10 predstavlja ograničenje koje utječe na odnose među pojmovima). Pitanjem izmijena i dopuna bavi se UDK Konzorcij, koji jednom godišnje izdaje priručnik sa svim promijenama u sustavu (u tzv. MRF – Master Reference File).

## Struktura
UDK se sastoji od glavnih i pomoćnih tablica, znakova za povezivanje oznaka, abecednog predmetnog kazala i pravila za upotrebu klasifikacijskih tablica.

### Glavne tablice
Pojmovno sadrže znanosti, djelatnosti i umjetnosti. Tablice su označene brojevima od 0 do 9 (gdje se broj smatra decimalnim, a ne cijelim). Principom hijerarhije svaka se od 10 glavnih skupina dijeli na 10 podskupina, koje se opet dijele na 10 manje skupina, itd., sve dok se ne dođe do najužih pojmova. Radi preglednosti, stavlja se točka iza svakog trećeg broja, a svaki decimalni broj se izgovara posebno.

### Pomoćne tablice
Sadrže elemente koji su zajednički mnogim različitim predmetima. Mogu biti opće ili specijalne. Opće pomoćne tablice se mogu kombinirati sa svim skupinama glavnih tablica, pa se objavljuju kao posebna cjelina, dok su specijalne pomoće tablice vezane isključivo za određene stručne skupine unutar glavnih tablica, pa se tiskaju u okviru istih (oznaka: .0 ili –0/-9).
Opće pomoćne tablice:
| Značenje      | Oznaka | Primjer                                                                |
| ------------- | ------ | ---------------------------------------------------------------------- |
| Jezik         | =      | =20 na engleskom                                                       |
| Oblik         | (0…)   | (03) rječnik                                                           |
| Mjesto        | (1/9)  | (4) Europa                                                             |
| Rase i narodi | (=…)   | (=30)                                                                  |
| Vrijeme       | «…X»   | «-0064» 64. g. pr. Kr. «03» 4. st. «19» 20. st. «191» 1910-1919 godine |
| Gledište      | .00    | .001 teorijska točka gledišta                                          |
| Ime, naziv    | A/Ž    | 1 ARISTOTEL                                                            |

### Znakovi za povezivanje
Služe za stvaranje složenih UDK oznaka, kod publikacija koje obuhvaćaju nekoliko predmeta. To su: 

| Značenje   | Oznaka | Primjer                               |
| ---------- | ------ | ------------------------------------- |
| Nabrajanje | +      | 59+636 Zoologija i stočarstvo         |
| Od/do      | /      | 592/599 sistematska zoologija         |
| Odnos      | :      | 17:7 odnos etike i umjetnosti         |
| Grupiranje | [ ]    | Više oznaka promatraju se kao cjelina |

### Abecedno predmetno kazalo
Pomaže pri samom klasificiranju nove građe, za provjeriti gdje spada određeni pojam (glavna ili pomoćna tablica, koja skupina…), i osobito je od velike je koristi pri pretraživanju prema sadržaju.

## Kratki pregled
- 0 Općenito
  - 001 Znanje, humanitarne znanosti i istraživanja
  - 002 O knjigama
  - 003 Sistemi
  - 004-006 Računarstvo i Internet
  - 010 Bibliografija
  - 020 Bibliotekarstvo i Informacijske znanosti
  - 030 Opće enciklopedije
  - 040 Opće organizacije i muzeologija
  - 050 Novinski mediji, žurnalizam, izdavaštvo
  - 080 Opće zbirke
  - 090 Rukopisi, rijetke knjige, i ostali rijetki materijali
- 1 Filozofija i psihologija
- 2 Religija
- 3 Društvene znanosti
- 5 Prirodne znanosti i matematika
- 6 Tehnologija (primijenjene znanosti)
- 7 Umjetnost
- 8 Književnost
- 9 Zemljopis i povijest

## Vanjske poveznice
UDC Consortium (engl.)